# Любомеж (Лімановський повіт)
Любомеж (пол. Lubomierz) — село в Польщі, у гміні Мшана-Дольна Лімановського повіту Малопольського воєводства.
Населення — 2096 осіб (2011).
У 1975—1998 роках село належало до Новосондецького воєводства.

## Географія
У селі бере початок річка Мшанка.

## Демографія
Демографічна структура станом на 31 березня 2011 року:
|          | Загалом | Допрацездатний вік | Працездатний вік | Постпрацездатний вік |
| -------- | ------- | ------------------ | ---------------- | -------------------- |
| Чоловіки | 1067    | 312                | 657              | 98                   |
| Жінки    | 1029    | 298                | 551              | 180                  |
| Разом    | 2096    | 610                | 1208             | 278                  |